# 日本・ベトナム経済連携協定
日本・ベトナム経済連携協定（にほん・ベトナムけいざいれんけいきょうてい、英語: Agreement between Japan and the Socialist Republic of Viet Nam for an Economic Partnership）とは、2009年に日本とベトナムの間で締結された経済連携協定である。日本法においては国会承認を経た「条約」であり、日本政府による日本語の正式な題名・法令番号は「経済上の連携に関する日本国とベトナム社会主義共和国との間の協定（平成21年条約第8号）」である。

## 署名・発効までの経緯
2005年12月12日の小泉首相及びベトナムのファン・ヴァン・カイ首相とが、クアラルンプールにおける東アジア首脳会議の際の東京における日・ベトナム首脳会談において、二国間の経済連携交渉の開始に向け、2006年1月より、共同検討会合を開始することを正式に合意し、検討作業をできるだけ速やかに終え、早期に正式交渉に移行することで一致した。
2006年2月にハノイにおいて第1回共同検討会を開催した。
2006年4月：東京において第2回共同検討会を開催し、早期の協定締結を目指して交渉を開始することを両国政府に対して提案することを確認した。
2006年10月19日、安倍首相とベトナムのファン・ヴァン・カイ首相とが、東京における日・ベトナム首脳会談において、日本ベトナム共同声明「アジアの平和と繁栄のための戦略的なパートナーシップに向けて」に署名し、日越経済連携協定（JVEPA）の正式交渉を立ち上げ、2007年1月に第1回会合を開催することを決定した。
2007年1月16日から18日までの日程で東京において、日・ベトナム経済連携協定（EPA）交渉の第1回会合が開催され、日本とベトナムとのEPA交渉が開始された。
2007年3月27日から30日までの日程でハノイにおいて、日・ベトナム経済連携協定（EPA）交渉の第2回会合が開催された。
2007年6月4日から7日までの日程で東京において、日・ベトナム経済連携協定（EPA）交渉の第3回会合が開催された。
2007年7月18日から21日までの日程でベトナムのホイアンにおいて、日・ベトナム経済連携協定（EPA）交渉の第4回会合が開催された。
2007年10月2日から4日までの日程でハノイにおいて、日・ベトナム経済連携協定（EPA）交渉の第5回会合が開催された。
2008年3月4日から7日までの日程でハノイにおいて、日・ベトナム経済連携協定（EPA）交渉の第6回会合が開催された。
2008年4月7日から9日までの日程で東京において、日・ベトナム経済連携協定（EPA）交渉の第7回会合が開催された。
2008年8月20日から22日までの日程で東京において、日・ベトナム経済連携協定（EPA）交渉の第8回会合が開催された。
2008年9月17日から19日までの日程でハノイにおいて、日・ベトナム経済連携協定（EPA）交渉の第9回会合が開催された。
2008年9月29日の日本官房長官の会見において、日・ベトナム経済連携協定（EPA）締結交渉に関し大筋合意に至ったことが確認された旨、発表した。
2008年12月25日、東京において中曽根弘文外務大臣とヴー・フイ・ホアン・ベトナム商工大臣とが外相会談の後に、経済連携協定に署名した。
日本における国内手続として、2009年2月24日に、協定の締結承認案件が閣議決定され、同日衆議院へ提出された。国内法の改正については、外務省は条約の説明書において、「必要としない」としている。
衆議院において、協定の締結案件は、外務委員会に付託され、2009年5月27日に委員会で、5月28日に衆議院本会議で可決され、参議院に送られた。賛成会派は、「自由民主党、民主党、公明党、社会民主党・市民連合、国民新党」、反対会派は「日本共産党」であった。
参議院において、協定の締結承認案件は、外交防衛委員会に付託され、協定は、2009年6月23日に委員会で、6月24日に参議院本会議で可決され、国会の承認がされた。賛成会派は、「民主党・新緑風会・国民新・日本; 自由民主党・無所属の会; 公明党; 社会民主党・護憲連合;改革クラブ」、反対会派は「日本共産党」であった。
発効は 2009年10月1日。

## 日ベトナム経済連携協定第79条に基づく自然人の移動に関する追加的な交渉
日ベトナム経済連携協定附属書7第1部B：第79条は、協定の効力発生の後、可能な場合には1年以内に、遅くとも2年以内に結論に達することを目的として、ベトナムの看護師及び介護福祉士の日本国による受入れの可能性について交渉を開始すると規定しておりこれに基づき、協定に基づき設置された日・ベトナム経済連携協定自然人の移動に関する小委員会において、次のように交渉が行われた。
2010年7月30日に東京において第1回会合がおこなわれた。
2010年12月16日にハノイにおいて第2回会合がおこなわれた。
2011年5月31日に東京において第3回会合がおこなわれた。
2012年4月18日に、日本がベトナムから受け入れる看護師・介護福祉士候補者の入国及び一時的な滞在に関する基本的な枠組み等を定めるとの間の書簡の交換が完了。
第3回会合（平成23年5月31日：東京）

## 概要
日本は、鉱工業品（ほぼすべての品目につき即時関税撤廃）、農林水産品では、ドリアン、オクラ、冷凍ほうれん草、スイートコーン、天然はちみつ（関税割当）等の農産品、
合板等を除く林産品、えび・えび調製品、冷凍たこ及び冷凍たちうお等水産品のアクセス改善を実施。
日本は、鉱工業品（ボルト・ナット、ギアボックス、エンジン・エンジン部品等の自動車部品、熱延鋼板、亜鉛めっき鋼板及び冷延鋼板等の鉄鋼製品、フラットパネル、DVD部品、デジタル
カメラ、カラーテレビ等電気電子製品・部品のアクセス改善）、農林水産品（切花、りんご、なし、みかん、太平洋さけ等のアクセス改善）などを獲得している。